# Pumpėnai
Pumpėnai est une ville de l'apskritis de Panevėžys, dans le nord-est de la Lituanie. Selon le recensement de 2001, la ville a une population de 952 habitants.

## Histoire
Historiquement, une importante communauté juive résidait dans la ville avant la Seconde Guerre mondiale. Le 15 juillet 1941, les habitants juifs sont arbitrairement emprisonnés dans un ghetto par des nationalistes lituaniens. Le 26 août 1941, un einsatzgruppen assassine les Juifs lors d'une exécution de masse,.